# Rudolf Hirschhorn
Rudolf Siegfried Hirschhorn (* 3. Juli 1834 in Gießen; † 28. Juli 1921 ebenda) war ein hessischer Jurist und Politiker (NLP) und Abgeordneter der 2. Kammer der Landstände des Großherzogtums Hessen.

## Leben
Rudolf Hirschhorn war der Sohn des Kaufmanns Simon Hirschhorn und dessen Ehefrau Sarah, geborene Bing. Hirschhorn, der Jude war, blieb unverheiratet.
Hirschhorn studierte ab 1852 an den Universitäten Gießen und Heidelberg. 1865 wurde er Advokat und Prokurator am Hofgericht Gießen bzw. ab 1880 Rechtsanwalt am Landgericht Gießen. 1896 wurde er zum Justizrat, 1906 zum geheimen Justizrat ernannt. 1916 gab er seine Zulassung als Rechtsanwalt auf.
Von 1875 bis 1878 gehörte er der Zweiten Kammer der Landstände an. Er wurde für den Wahlbezirk der Stadt Gießen gewählt.